# Król Drozdobrody (film 2008)
Król Drozdobrody (niem. König Drosselbart) – niemiecki film familijny z 2008, należący do cyklu filmów telewizyjnych Najpiękniejsze baśnie braci Grimm. Film jest adaptacją baśni braci Grimm pt. Król Drozdobrody.

## Fabuła
W odległej Geranii żyła sobie piękna księżniczka Isabella. Miała piękną urodę, ale również była bardzo dumna, z czego nie wszyscy są zadowoleni. Pewnego razu ojciec postanawia wydać swoją córkę za mąż, jednak nie podoba się jej żaden z dotychczasowych kandydatów. Również Ryszarda z Begonii, który był w niej zakochany bez pamięci, wyszydziła go i przezwała „König Drosselbart“. Ojciec bardzo się zdenerwował i na złość córce powiedział, że poślubi pierwszego przybysza, który przekroczy próg pałacu. Wkrótce zjawia się uliczny grajek, którym w rzeczywistości jest Ryszard. Chcę on za wszelką cenę zdobyć serce ukochanej. Król urządza ślub i pomaga córce opuścić zamek. Isabella musi przeprowadzić się do leśnej chatki, nauczyć się gotować, sprzątać i handlować, aby mieć za co przeżyć. 

## Obsada[1]
- Jasmin Schwiers – księżniczka Isabella von Geranien
- Hubert Mulzer – król August, ojciec Izabelli
- Ken Duken – książę Richard ("Drozdobrody")
- Felicitas Woll – Maximiliane
- Arthur Brauss – król Ottokar, ojciec Richarda i Maximiliane
- Carolin Weber – sprzedawczyni ryb
- Timo Jacobs – huzar
- Manuel Cortez – huzar
- Mareike Lindenmeyer – pokojówka
- Christina Wiederhold – pokojówka
- Marisa Leonie Bach – pokojówka

## Plenery
Film kręcono na zamku Braunfels koło Wetzlar, na Ronneburgu koło Hanau, na zamku Büdingen, na zamku Wilhelmshöhe w Kassel oraz na wzgórzach Reinhardswald w północnej Hesji.